# Vester Bjerregrav Sogn
Vester Bjerregrav Sogn er et sogn i Viborg Østre Provsti (Viborg Stift).
I 1800-tallet var Klejtrup Sogn og Vester Bjerregrav Sogn annekser til Hersom Sogn. Alle 3 sogne hørte til Rinds Herred i Viborg Amt. Hersom-Klejtrup-Vester Bjerregrav var én sognekommune, men den blev senere delt i to så Klejtrup blev selvstændig. Ved kommunalreformen i 1970 blev begge sognekommuner indlemmet i Møldrup Kommune, som ved strukturreformen i 2007 indgik i Viborg Kommune.
I Vester Bjerregrav Sogn ligger Vester Bjerregrav Kirke.
I sognet findes følgende autoriserede stednavne:
- Bjerregrav (bebyggelse, ejerlav)
- Bjerregrav Hede (bebyggelse)
- Hørup (bebyggelse, ejerlav)
- Navndrup (bebyggelse, ejerlav)
- Over Hvolris (bebyggelse, ejerlav)